# Pasmo Brzechowskie
Pasmo Brzechowskie – pasmo Gór Świętokrzyskich, pokryte w większości lasem jodłowowo-bukowym. Ciągnie się od rzeki Warkocz aż po dolinę Belnianki na wschodzie.
Ze zboczy góry Józefka od 1982 roku eksploatuje się wapienie i dolomity dewońskie.
Przez pasmo przebiega niebieski szlak turystyczny z Chęcin do Łagowa.

## Szczyty
- Sikorza (361 m n.p.m.)
- Zawada (323 m n.p.m.)
- Podłaziana (343 m n.p.m.)
- Józefka (333 m n.p.m.) 50°50′30″N 20°48′59″E/50,841667 20,816389
- Świnia Góra (350 m n.p.m.)
- Żarnowica (316 m n.p.m.)
- Kózki (311 m n.p.m.)